# Guno Bodo
Guno Bodo (1966, Paramaribo, Suriname) is een Surinaamse kunstenaar van marron-afkomst. Hij woont en werkt sinds 1988 in Nederland. Zijn werk bestaat uit schilderijen, tekeningen, houtsneden en beelden. Hij studeerde aan de Koninklijke Academie van Beeldende Kunsten in Den Haag en de docentenopleiding kunsteducatie aan de Amsterdamse Hogeschool voor de kunsten. Naast het kunstenaarschap werkt hij ook als docent Beeldende Vorming in het Voortgezet Onderwijs en geeft tevens cursussen: tekenen en schilderen voor volwassenen. Tijdens deze cursus legt hij de nadruk op vorm, compositie, expressie en kleur met het doel om een eigen beeld te ontwikkelen.
Zijn werk nam een grote plaats in op de tentoonstelling "Kunst van overleven" over de Surinaamse Marrons in het Tropenmuseum in Amsterdam (2009-2010).